# Eumops hansae
Eumops hansae е вид бозайник от семейство Булдогови прилепи (Molossidae).

## Разпространение
Видът е разпространен в Боливия, Бразилия, Венецуела, Гвиана, Еквадор, Колумбия, Коста Рика, Мексико, Панама, Перу, Френска Гвиана и Хондурас.